# Brasserie Dumesnil
La Brasserie Dumesnil est une ancienne entreprise française brassant diverses bières.

## Histoire
En 1840, Georges Dumesnil père (né vers 1814) achète à Paris, dans l'ancien 12e arrondissement (quartier Saint-Marcel), la brasserie artisanale de la rue du Marché-aux-Chevaux (fondée le 14 septembre 1801, alors que la rue était encore appelée rue du Gros-Caillou). Le nom de cette brasserie reflète le changement de dénomination de la voie, en 1806, en rue du Marché-aux-Chevaux, dont la partie sud appartient depuis 1860 au 13e arrondissement et porte depuis 1865 le nom de rue Duméril. 
Parmi les associés repreneurs en 1877, on trouve un des deux fils et homme politique de l'Eure, Louis Ferdinand Dumesnil, conseiller général entre 1871 et 1886, maire des Andelys, membre de la Légion d'honneur.
La société fait l'acquisition en 1880 d'anciennes carrières, rue Dareau (14e arrondissement de Paris). Peu de temps après, toute la production y est centralisée,.
En 1956, elle est rachetée par la brasserie Richard Frères et la brasserie emménage sur son nouveau site de production, à Ivry-sur-Seine (dans le Val-de-Marne). Le site de la rue Dareau ferme en 1962.
En 1969, Kronenbourg rachète la brasserie. Le site d'Ivry est fermé en 1978 et détruit en 1982.

## Marques

### Bières
- Dumesnil
- Bock Dumesnil
- Royal Dumesnil
- Ober Pils
- Oberbrau
- Turf beer
- Gold bier
- Export beer
- Prima
- Bière du Lion

### Autres produits
- Limonade Dumesnil
- Soda Ménil

## La taverne
L'entreprise exploitait au 73-77 boulevard du Montparnasse à Paris 6e une grande brasserie dite « Taverne des brasseries » ou familièrement Brasserie Dumesnil. Destiné à populariser le nom Dumesnil et à côté du rôle habituel de grand café à proximité d'une gare, c'était un lieu de rencontre pour des associations ou des groupes de réflexion. 
À partir de 1929, le cercle Kotchevie, ou « Camp des nomades » fait de la taverne Dumesnil un lieu d'échanges centré sur la littérature russe. Son animateur, le critique Marc Slonim, y rend compte des derniers livres parus en URSS et dans l'émigration, en présence de l'auteur quand c'est possible.
Dans les années trente, le cercle du colonel Émile Mayer, régulièrement fréquenté par le futur général de Gaulle et par son ami Lucien Nachin, se réunit dans cet établissement les lundis.
La taverne des brasseries Dumesnil a fait place au cinéma Bretagne, inauguré en 1961.